# Provincia eclesiástica de Madrid

Archidiócesis de Madrid
Sufragáneas

La provincia eclesiástica de Madrid constituye una de las 14 provincias eclesiásticas en España. Está constituida por la archidiócesis de Madrid y sus dos diócesis sufragáneas: La diócesis de Alcalá y la diócesis de Getafe.
Esta se formó tras la desmembración de la archidiócesis en 1991.

## Antecedentes
El 7 de marzo de 1885, León XIII, mediante la bula Romani Pontifices Praedecessores crea sobre territorios pertenecientes a la archidiócesis de Toledo la diócesis de Madrid-Alcalá, siendo esta sufragánea de Toledo.
El 25 de marzo de 1964 la diócesis fue elevada al rango de archidiócesis, quedando sujeta a la Santa Sede.
Al comienzo del mandato del cardenal Vicente Enrique y Tarancón al frente de la archidiócesis de Madrid-Alcalá, en 1972, la Delegación de Sociología religiosa de la archidiócesis realizó un estudio sociológico y domográfico de la provincia, que reflejó la necesidad de reestructurar la archidiócesis debido al gran crecimiento demográfico de la archidiócesis de Madrid que, a principios de los años 1990 llegaba ya a los 5 millones de habitantes, de los cuales alrededor del 90 % eran considerados católicos. Se crearon las vicarías territoriales, siendo un total de nueve hasta 1978, cuando se crean las vicarías de Alcalá de Henares, Alcorcón-Móstoles y Legazpi-Villaverde. Aun así, las constantes reestructuraciones de las fronteras de las vicarias reflejaron la necesidad inmediata de la creación de nuevas diócesis, como dejó reflejado el cardenal Tarancón.
En 1983 Ángel Suquía Goicoechea pasa a ser el nuevo arzobispo de Madrid-Alcalá, siendo durante el mandato cuando se creó la comisión de estudio para la división de la archidiócesis.
En 1984 la comisión para la división de la archidiócesis empezó a recopilar información de las distintas vicarías. La primera idea era crear una nueva diócesis, pero, visto el constante crecimiento demográfico, se decide crear una segunda diócesis al sur de Madrid. Por un lado se escogió a Alcalá de Henares como sede de la primera diócesis, ya que esta hacia ya casi un milenio tuvo su propia diócesis. Por otro lado, para la diócesis del sur se propuso a Leganés como sede de la nueva diócesis, pero finalmente fue elegido Getafe.
En abril de 1988, la Conferencia Episcopal Española, reunida en asamblea plenaria, aprueba la creación de la nueva provincia eclesiástica, cuya cabeza será Madrid.
La archidiócesis se mantuvo con su arzobispo, el cardenal Angél Suquia Goicoechea. Cada diócesis pasó a tener su propio obispo, siendo el primero de la de Alcalá Manuel Ureña Pastor y el primero de Getafe Francisco José Pérez y Fernández-Golfín.
Los actuales arzobispo y obispos son: Carlos Osoro en la archidiócesis, Juan Antonio Reig Pla en Alcalá y Ginés Ramón García Beltrán en Getafe.
Con motivo del 25 aniversario de la creación de la provincia eclesiástica, se realizó el 3 de junio de 2016, una ceremonia conjunta de las tres diócesis en el Cerro de los Ángeles, presidida por el arzobispo de Madrid y por los obispos titulares y auxiliares de Getafe y Alcalá.
Los seminaristas mayores de las tres diócesis que conforman la provincia estudian el grado en teología en la Universidad San Dámaso, ubicada junto al Seminario Conciliar de Madrid.

## Organización territorial

### Datos de la provincia eclesiástica
El 23 de julio de 1991 mediante las Bulas del papa Juan Pablo II, se erigen y desmenbran las dos nuevas diócesis; la diócesis del sur con sede en Getafe y la del este cono sede en Alcalá de Henares, pasando Madrid a ser Archidiócesis Metropolitana.
| Provincia eclesiástica de Madrid | Provincia eclesiástica de Madrid | Provincia eclesiástica de Madrid |
| Catedral                         | Advocación                       | Diócesis                         |
| -------------------------------- | -------------------------------- | -------------------------------- |
| Catedral de Madrid               | Virgen de la Almudena            | Madrid                           |
| Catedral de Alcalá de Henares    | Santos Justo y Pastor            | Alcalá de Henares                |
| Catedral de Getafe               | Santa María Magdalena            | Getafe                           |

El arzobispo de Madrid es el metropolitano de la provincia y tiene autoridad muy limitada sobre las diócesis sufragáneas.
Actualmente, la provincia tiene alrededor de 693 parroquias, abarca unos 8.556 km² en donde habitan aproximadamente 6 530 248 de personas de los cuales 5 692 161 son católicos, o sea el 87,16% de la población.
| Datos comparativos entre las diócesis de la provincia  | Datos comparativos entre las diócesis de la provincia | Datos comparativos entre las diócesis de la provincia | Datos comparativos entre las diócesis de la provincia | Datos comparativos entre las diócesis de la provincia | Datos comparativos entre las diócesis de la provincia |
| ------------------------------------------------------ | ----------------------------------------------------- | ----------------------------------------------------- | ----------------------------------------------------- | ----------------------------------------------------- | ----------------------------------------------------- |
| Diócesis                                               | Erigida                                               | Área(km²)                                             | % C.                                                  | Población total                                       | P.                                                    |
| Madrid                                                 | 7 de marzo de 1885                                    | 3 663                                                 | 86,5                                                  | 3 615 000                                             | 478                                                   |
| Getafe                                                 | 23 de julio de 1991                                   | 2 307                                                 | 90                                                    | 1 545 000                                             | 123                                                   |
| Alcalá                                                 | 23 de julio de 1991                                   | 2 586                                                 | 85                                                    | 807 248                                               | 92                                                    |
| Total                                                  | Total                                                 | 8 556                                                 | 87,16                                                 | 6 530 248                                             | 693                                                   |
| P.=Número de parroquias; % C.=Porcentaje de católicos; |                                                       |                                                       |                                                       |                                                       |                                                       |

## Episcopologio
- Ver Lista de Obispos y Arzobispos de Madrid
- Ver Lista de Obispos de Alcalá
- Ver Lista de Obispos de Getafe

- Datos: Q11778076
- Multimedia: Roman Catholic Ecclesiastical Province of Madrid / Q11778076

1. ↑  «Diócesis de Getafe - Historia de la Diócesis». www.diocesisgetafe.es. Consultado el 22 de febrero de 2016.
2. ↑  «Obispado de Alcalá de Henares: Notas históricas sobre la Diócesis Complutense». www.obispadoalcala.org. Consultado el 22 de febrero de 2016.
3. ↑  Royo Mejía, Alberto; García de Andrés, Inocente; Torres López, Manuel; Godino Alarcón, José Ramón (2016). «2. Un poco de historia 5. Nacimiento de la diócesis». 25 AÑOS DE MISIÓN. Diócesis de Getafe.
4. ↑  Redacción. «Osoro preside el 25 aniversario de la Provincia Eclesiástica de Madrid». www.periodistadigital.com. Consultado el 4 de junio de 2016.
5. ↑  «Grado en Teología. Universidad San Dámaso». Consultado el 11 de marzo de 2022.
6. ↑  Edificios incluidos en el Plan de Catedrales del Ministerio de Cultura de España.
7. ↑  «Organización y Gobierno de la Iglesia. Sección: Arzobispos». Catholic.net. Consultado el 18 de octubre de 2012.
8. ↑  The Hierarchy of the Catholic Church. «Archdiocese of Madrid» (en inglés). Consultado el 29 de abril de 2016.
9. ↑  Cheney, David M. «Getafe (Diocese) [Catholic-Hierarchy]». www.catholic-hierarchy.org. Consultado el 11 de julio de 2016.
10. ↑  Cheney, David M. «Alcalá de Henares (Diocese) [Catholic-Hierarchy]». www.catholic-hierarchy.org. Consultado el 11 de julio de 2016.